# Pheidole buckleyi
Pheidole buckleyi är en myrart som beskrevs av Smith 1951. Pheidole buckleyi ingår i släktet Pheidole och familjen myror. Inga underarter finns listade i Catalogue of Life.